# 大藤時彦
大藤 時彦（おおとう ときひこ、1902年7月16日 - 1990年5月18日）は、日本の民俗学者。

## 来歴
1902年、山口県生まれ。新潟県古志郡長岡町(現・長岡市)育ち。
早稲田大学文学部を中退。柳田國男に師事し、日本民俗学会を設立し、代表も務めた。大橋図書館に司書として勤務したほか、成城大学教授として教鞭をとり、1973年定年退職し、名誉教授となった。

## 家族・親族
- 妻：大藤ゆきも民俗学者。

## 著書
- 『民俗学覚書』大藤時彦名誉教授頌寿記念会 1973
- 『柳田国男入門』筑摩書房 1973
- 『日本民俗学の研究』学生社 1979
- 『日本民俗学史話』三一書房 1990

### 共編著
- 『現代日本文明史 第18巻 世相史』柳田國男共著 東洋経済新報社 1943
- 『日本語の歴史』全7巻別巻1 亀井孝・山田俊雄共編 平凡社 1963-66／平凡社ライブラリー 2007-08
- 柳田国男『増補版 山島民譚集』関敬吾共編 平凡社東洋文庫 1969、ワイド版2003
- 『沖縄文化論叢2　民俗編Ⅰ』小川徹共編 平凡社 1971。全5巻
- 『世界の伝説』 浜田広介共編 実業之日本社 1971。学年別シリーズ：1～4年生
- 『明治文化資料叢書 第11巻　世相編』風間書房 1972
- 『金城朝永全集』上下 外間守善共編 沖縄タイムス社 1974
- 『講座 日本の民俗1 総論』有精堂 1978
- 『柳田國男写真集』柳田為正共編 岩崎美術社 1981
  - 別版『定本柳田國男集　資料編 第5巻』筑摩書房 1981